# Achille d'Artois
Louis Charles Achille Dartois de Bournonville, noto come Achille d'Artois (Beaurains-lès-Noyon, 17 marzo 1791 – Versailles, 2 dicembre 1868), è stato uno scrittore, librettista e drammaturgo francese.

## Biografia
È fratello dei dramaturghi Armand d'Artois e Théodore d'Artois.
Ha lavorato molto spesso in collaborazione con i fratelli, con Emmanuel Théaulon, Gabriel de Lurieu, Michel Masson e molti altri autori. Nella produzione drammatica ha toccato i registri più vari, dall'opéra-comique ai drammi storici o d'autore.

## Opere
- 1813: Les maris ont tort, commedia vaudeville in 1 atto
- 1814: Pauché ou la curiosité des femmes, commedia anacreontica, in 1 atto, con Emmanuel Théaulon
- 1814: Les Visites, ou les Complimens du jour de l'an, tableau vaudeville in 1 atto, con Armand d'Artois e Théaulon[1]
- 1815: Le Roi et la Ligue, opéra-comique in 2 atti, con Théaulon
- 1815: Turenne, ou Un trait de modestie, con Fulgence de Bury
- 1816: La Rosière de Hartwell, commedia-vaudeville in 1 atto, con Armand d'Artois
- 1818: Les Perroquets de la mère Philippe, con Armand d'Artois e Emmanuel Théaulon
- 1819.: Angéline ou la champenoise, commedia-vaudeville, con Théaulon
- 1820: L'Invisible, ou la Curiosité d'une veuve, commedia-vaudeville in 1 atto, con de Bury
- 1821: Le Traité de paix, commedia-vaudeville in 1 atto, con Mathurin-Joseph Brisset
- 1822: Les Frères rivaux, ou la Prise de tabac, commedia-vaudeville in 1 atto
- 1822: Guillaume, Gautier et Garguille, ou Le Cœur et la pensée, commedia in 1 atto, con Gabriel de Lurieu
- 1822: Le père et le tuteur, commedia in 5 atti
- 1823: La Pauvre Fille, vaudeville in 1 atto, con Armand d'Artois e Michel Dieulafoy
- 1823: Les Amours de village, vaudeville in 1 atto, con Francis baron d'Allarde
- 1823: La Dame des Belles Cousines, vaudeville in 1 atto
- 1824: Les Femmes volantes, vaudeville-féerie in 2 atti, con Armand d'Artois e E. Théaulon
- 1824: Alfred, ou la Bonne Tête!, vaudeville in 1 atto, con Théodore Anne
- 1824: La Curieuse, commedia-vaudeville in due atti, con Xavier B. Saintine e Armand d'Artois;
- 1824: Les Deux officiers, vaudeville in 1 atto, con Théodore Anne
- 1824: Le Mariage de convenance, commedia-vaudeville in 2 atti, con Théaulon
- 1824: Le Retour à la ferme, commedia-vaudeville in 1 atto, con Brisset
- 1824: La Sorcière des Vosges, vaudeville in 2 atti
- 1825: Belphégor, ou le Bonnet du diable, vaudeville-féerie in 1 atto, con Jules-Henri Vernoy de Saint-Georges e Jules Vernet
- 1825: Le Champenois, ou les Mystifications, commedia-vaudeville in 1 atto, con Armand d'Artois e Francis d'Allarde
- 1825: Les Châtelaines, ou les Nouvelles Amazones, vaudeville in 1 atto, con Théodore Anne
- 1825: L'Exilé, vaudeville in 2 atti, con Théodore Anne e Henri de Tully, da Walter Scott
- 1825: La Grand'Maman, ou le Lendemain de noces, commedia-vaudeville in 1 atto, con Armand d'Artois e Francis d'Allarde
- 1827: Le Bon Père, commedia in 1 atto, con Armand d'Artois e Ferdinand Laloue
- 1827: Le Caleb de Walter Scott, commedia in un atto, con Eugène de Planard, da La Fiancée de Lammermoor, di Walter Scott
- 1827: Les Forgerons, commedia-vaudeville in 2 atti, con Armand d'Artois e Francis d'Allarde
- 1827: Le Futur de la grand'maman, con Armand d'Artois e Édouard Monnais
- 1827: L'Homme de Paille, commedia in 1 atto, con Armand d'Artois e Francis d'Allarde
- 1827: Le Jeu de cache-cache, ou la Fiancée, commedia in 2 atti
- 1827: Les Jolis soldats, con Théaulon
- 1827: Le Mariage à la hussarde, ou une nuit de printemps, commedia in 1 atto, con Théaulon
- 1828: Le Matin et le soir, ou la Fiancée et la mariée, commedia in 2 atti, con Eugène de Lamerlière e Emmanuel Théaulon
- 1828: Le Château de Monsieur le Baron, commedia-vaudeville in 2 atti, con Adolphe de Leuven
- 1828: Le Pâte d'anguille, ou le quiproquo, vaudeville in 1 atto, da Jean de La Fontaine
- 1828: Le Château de Monsieur le baron, commedia vaudeville in 2 atti, con Charles de Livry e de Leuven;
- 1829: Le Brutal, episodio di Enrico III di Francia in 2 quadri
- 1829: Les Suites d'un mariage de raison, dramma in 1 atto, con Léon-Lévy Brunswick e Victor Lhérie
- 1829: La veille et le lendemain ou Il faut bien aimer son mari, commedia-vaudeville in 2 atti, con Armand d'Artois e Francis d'Allarde
- 1830: La Czarine, épisode de l'histoire de Russie, in un atto con Michel Masson.[2]
- 1830: L'espionne, con Charles Dupeuty
- 1830: La Lingère du Marais, ou la Nouvelle Manon Lescaut, vaudeville in 3 atti, con Henri Dupin
- 1831: M. Cagnard ou les Conspirateurs, in un atto, con Nicolas Brazier e Théophile Marion Dumersan
- 1831: L'Ange gardien, ou Sœur Marie, commedia in 2 atti, con Dupin
- 1831: Batardi, ou Le désagrément de n'avoir ni mère, ni père, con Dupin
- 1831: Le Boa, ou le Bossu à la mode, commedia-vaudeville in 1 atto, con Francis Cornu
- 1832: La prima donna ou La sœur de lait, commedia con de Saint-Georges;
- 1832: Le Fils du Savetier, ou les Amours de Télémaque, vaudeville in 1 atto, con Jules Chabot de Bouin
- 1834: L'aiguillette bleue, vaudeville storico in 3 atti, con Ernest Jaime e Michel Masson
- 1834: La Chambre de Rossini, con Jean-Toussaint Merle e Antoine Simonnin
- 1834: La jolie voyageuse ou Les deux Giroux, con René de Chazet e Joseph-Bernard Rosier
- 1835: Jean Jean don Juan, parodie in cinq pièces, con Michel-Nicolas Balisson de Rougemont e Charles Dupeuty
- 1835: Un mois de fidélité, con Charles-François-Jean-Baptiste Moreau de Commagny
- 1836: Le commedian de salon, con Edmond Rochefort
- 1836: Le Jeune père, con Vernoy de Saint-Georges
- 1836: Scipion, ou le Beau-père, commedia-vaudeville in 3 atti, con E. Rochefort
- 1836: Trois cœurs de femmes, vaudeville in 3 atti, con Adolphe d'Ennery e Edmond Burat de Gurgy
- 1838: Un frère de quinze ans, commedia-vaudeville in 1 atto, con Alexis Decomberousse
- 1839: Valentine, commedia-vaudeville in 2 atti, con Armand d'Artois
- 1839: Vingt-six ans, commedia in 2 atti, con Armand d'Artois
- 1840: Un jeune caissier, dramma in 3 atti, con Théaulon
- 1840: Lucrèce Borgia, opera in 3 atti, Vernoy de Saint-Georges
- 1844: Une Idée de médecin, commedia in 1 atto, con Armand d'Artois
- 1845: La Gardeuse de dindons, commedia-vaudeville in 3 atti, con Edmond de Biéville e Emmanuel Théaulon, musica originale di Eugène Dejazet;[3]
- 1846: Un domestique pour tout faire, commedia-vaudeville in 1 atto, con Armand d'Artois
- 1847: La Fille obéissante, commedia-vaudeville in 1 atto, con Armand d'Artois
- 1849: Un Monsieur qui veut exister, vaudeville in 1 atto, con Armand d'Artois
- 1850: Un Dieu du jour, commedia-vaudeville in 2 atti, con Roger de Beauvoir
- 1852: Un bon ouvrier, commedia-vaudeville, con Joseph-Bernard Rosier
- 1852: Jusqu'à minuit, commedia-vaudeville in 1 atto
- 1852: Le Château de Coetaven, commedia in 1 atto, con Galoppe d'Onquaire
- 1854: Reculer pour mieux sauter, vaudeville in 1 atto, con Armand d'Artois

## Libretti
- 1816: Charles de France ou Amour et gloire, opéra-comique in 2 atti  (con Emmanuel Théaulon), musica di Ferdinand Hérold;[4]
- 1819: Les Troqueurs, opéra-comique in 1 atto, con Armand d'Artois, musica di Ferdinand Hérold;[5]
- 1822: Le Coq de village, dal testo di Charles Simon Favart, musica di Charles-Frédéric Kreubé;[6]
- 1823: Le Duc d'Aquitaine ou Le Retour, opera in 1 atto (con E. Théaulon e De Rancé), musica di Felice Blangini;[7]
- 1824: L'Officier et le paysan, opéra comique in 1 atto e in prosa, musica di Charles-Frédéric Kreubé;
- 1825: La Saint-Henri, divertissement, con Théodore Anne, musica di Felice Blangini;